# Letališče in izstrelišče Mojave
Letališče in izstrelišče Mojave (IATA: MHV, ICAO: KMHV) (angleško Mojave Air and Space Port, tudi znan kot Civilian Aerospace Test Center) je letališče in vesoljsko izstrelišče v puščavi Mojave, Kalifornija (ZDA), na nadmorski višini 851 metrov. Je prvo izstrelišče v ZDA z dovoljenjem za horizontalne izstrelitve večkrat uporabljivih vesoljskih plovil. FAA je certificirala Mojave kot izstrelišče 17. junija 2004.
Poleg običanjega letališča za splošno aviacijo se uporablja tudi za testiranje letal in drugih plovil, razvoj vesoljske tehnike, vzdrževanje zrakoplovov, zračno dirkanje in drugo.

## Zračno dirkanje
Letališče ima bogato zgodovino kar se tiče zračnega dirkanja. Leta 1970 so izvedli zračno dirko formata Unlimited na razdalji 1000 milj. Posebnost je bilo potniško letalo DC-7, ki je letalo brez prestanka in končalo na 6. mestu od dvajsetih. Dirko je osvojil Sherm Cooper z močno predelnamim letalom Hawker Sea Fury, ki je tudi letel brez prestanka. Naslednje leto so dirko skrajšali na 1000 km, ponovno pa je zmagal Hawker Sea Fury s pilotom Frankom Sandersom.

## Razvoj vesoljske industrije
Začenši s programom Rotary Rocket je postal Mojave center za majhna podjetja, ki razvijajo vesoljsko tehniko. Na Mojave so testirali plovila za tekmovanje Ansari X Prize, Scaled Composites je s SpaceShipOne izvedla pri nevladni podorbitalni let s človeško posadko. Druga podjetja so XCOR Aerospace, Orbital Sciences Corporation, Interorbital Systems, Masten Space Systems in Firestar Technologies.